# Call of Duty: Mobile
Call of Duty: Mobile este un joc free-to-play shooter first-person dezvoltat de TiMi Studios și publicat de Activision pentru Android și iOS. A fost lansat la 1 octombrie 2019. În prima sa lună, jocul a avut peste 148 de milioane de descărcări și a generat venituri de aproape 54 de milioane de dolari SUA, ceea ce a devenit cea mai mare lansare de jocuri mobile din istorie.

## Legături externe
- Site web oficial

1. ↑  Google Play
2. ↑  App Store
3. ↑  Austen Goslin (13 decembrie 2019), All the winners from The Game Awards 2019 (în engleză), accesat în 2 februarie 2025
4. 1 2   https://www.imgawards.com/winners-nominees/16th-imga/ Lipsește sau este vid: |title= (ajutor)